# Aleksander Kudriawcew
Aleksander Kudriawcew (ur. 23 maja 1980 w Mińsku) – białoruski koszykarz.

## Życiorys
Karierę zaczynał w 1998 roku na Białorusi, następnie grał w AZS Koszalin, na Słowacji, w Astorii Bydgoszcz oraz przez 3 lata w Czarnych Słupsk, gdzie zdobył brązowy medal PLK w sezonie 2005/06. W sezonie 2006/2007 był jednym z najlepszych koszykarzy zespołu Czarnych Słupsk w meczach play-off przeciwko Anwilowi Włocławek. "Wyłączył" on z gry jednego z najlepszych reprezentantów Polski w koszykówce Andrzeja Plutę oraz zdobywał w każdym z 4 meczów rozegranych w play-off najwięcej punktów z całej drużyny Czarnych. W sezonie 2008/2009 grał na Ukrainie, w drużynie Politekhnika-Halychyna Lviv (średnio 12,3 punktu oraz 2 asysty w ciągu 28,1 minuty gry). Jest podstawowym zawodnikiem reprezentacji Białorusi.

## Przebieg kariery
- 1998–2000 Grodno-2
- 2000–2001 BGPA Mińsk
- 2001–2003 BK Mińsk
- 2003–2004 AZS Koszalin
- 2003–2004 Slavia SPU Nitra
- 2004–2005 Astoria Bydgoszcz
- 2005–2008 Czarni Słupsk
- 2008–2009 Lwiwska Politechnika Lwów
- 2009–2010 Howerła Iwano-Frankiwsk

## Statystyki

### Statystyki w PLK
- Sezon 2003/2004 (AZS Koszalin): 15 meczów (10,1 punktu oraz 4,1 asysty w ciągu 24,9 minuty)
- Sezon 2004/2005 (Astoria Bydgoszcz): 25 meczów (12,4 punktu oraz 2,8 asysty w ciągu 29,7 minuty)
- Sezon 2005/2006 (Czarni Słupsk): 35 meczów (13 punktów oraz 2,3 asysty w ciągu 30,3 minuty)
- Sezon 2006/2007 (Czarni Słupsk): 30 meczów (11,2 punktu oraz 2,3 asysty w ciągu 30,7 minuty)
- Sezon 2007/2008 (Czarni Słupsk): 25 meczów (12 punktów oraz 3 asysty w ciągu 29,3 minuty)

### Statystyki w reprezentacji Białorusi
- Rok 2008: 4 mecze (11,8 punktu oraz 1,8 asysty w ciągu 21,3 minuty)
- Rok 2009: 7 meczów (14,1 punktu oraz 2,3 asysty w ciągu 24,6 minuty)